# Horatio Thomas Austin
Sir Horatio Thomas Austin   (Chatham, 10 de març de 1800 - Londres, 16 de novembre de 1865) KCB va ser un oficial anglès de la Royal Navy i un explorador de l'Àrtida canadenca, conegut per haver dirigit entre 1850 i 1851 una de les expedicions de l'Almirallat britànic de recerca de l'expedició perduda de Franklin.

## Biografia
Horatio Thomas Austin s'incorporà a la Royal Navy el 1813. Fins al 1824 estigué destinat a la costa d'Àfrica, el Canal de la Mànega i Amèrica del Sud. El maig de 1824 s'uní al HMS Fury a les ordres de William Edward Parry en la seva tercera expedició en la recerca del Pas del Nord-oest.
El desembre de 1827 s'incorporà a una nova exploració científica a bord del HMS Chanticleer, encapçalada per Henry Foster, amb destinació al Carib, l'Atlàntic Sud i l'Antàrtida. Amb la mort de Foster, el 1831, Austin passà a exercir de comandant en funcions.
En anys posteriors navegà per aigües europees, fent diversos estudis i participant en la Guerra de Síria.

### L'expedició de recerca de Franklin (1850-51)
Després del fracàs de l'intent de James Clark Ross per localitzar l'expedició perduda de Franklin (1845), l'Almirallat britànic va decidir enviar en la seva recerca dues noves expedicions: una aniria pel costat oriental, comandada per Horatio Thomas Austin i una altra els buscaria des del costat occidental, a través de l'estret de Bering, dirigida per Richard Collinson. Quatre vaixells formaven part de la seva expedició: els velers HMS Resolute i HMS Assistance i dos vapors, el HMS Pioneer i el HMS Intrepid.
Tot i que el seu objectiu era trobar restes de la presència de Franklin, Austin va organitzar diverses expedicions en trineus, amb èxit, per la costa de diverses illes de l'Arxipèlag Àrtic Canadenc: Bathurst, l'Byam Martin, l'Melville i Príncep de Gal·les. La sortida més destacada fou la que va fer Francis Leopold McClintock, que entre el 15 d'abril i el 4 de juliol, viatjant cap a l'oest, fins a l'illa Melville, realitzà un viatge de prop de 760 milles.
Els vaixells d'Austin quedaren lliures a primers d'agost de 1851 i poc després tornaren cap a Anglaterra.

### Carrera posterior
Austin va seguir prestant els seus serveis a l'Àrtida, tot i que no va prendre part en cap més expedició de recerca de Franklin. El 1852 fou nomenat superintendent del servei de transports a Southampton i l'octubre de 1854, superintendent de les drassanes de Deptford. El 1857 fou promogut a contraalmirall i el 1864 a vicealmirall.